# Exochus fastigatus
Exochus fastigatus là một loài tò vò trong họ Ichneumonidae.